# Jeruzalemkerk (Amsterdam)
De Jeruzalemkerk is een protestants kerkgebouw aan de Jan Maijenstraat in het Amsterdamse stadsdeel West, in de wijk De Baarsjes, nabij het Mercatorplein.

## Ontstaan
De kerk werd gebouwd in de jaren 1928-1929 naar een ontwerp van de architect Ferdinand Jantzen. Oorspronkelijk wilde men de kerk de Nieuwe Westerkerk noemen, vanwege haar ligging in het Plan West, maar uiteindelijk koos men voor de naam Jeruzalemkerk. Deze is ontleend aan de inzamelingsactie Stad zonder Tempel die gehouden werd om de kerk te financieren. Omdat Jeruzalem sinds het jaar 70 een stad zonder tempel is, was deze naam toepasselijk.

## Architectuur en inrichting
De kerk is een goed voorbeeld van de stijl van de Amsterdamse School. Ook vormt de kerk een harmonieus geheel met de omgeving waarin zij gebouwd is. Het was een bewuste keuze van de architect Jantzen om de kerk aan woningen vast te bouwen. Dit drukt uit dat God bij de mensen wil wonen.
De buitenkant en het interieur zijn rijk aan symbolen, die ook door Jantzen werden ontworpen en toegepast. Daarbij wordt verwezen naar Jeruzalem en motieven uit het geloof.
De symmetrie is ver doorgevoerd in deze kerk. Rechts en links zijn identiek. De Jeruzalemkerk is noord-zuid gericht, terwijl de meeste kerken oost-west gericht zijn.
De door Jantzen ontworpen glas-in-loodramen zijn rijk uitgevoerd. Er zijn zeven ramen naar de dagen van de schepping:
- 1e dag, God scheidde licht van donker
- 2e dag, Hij scheidde lucht van water
- 3e dag, Hij scheidde water van land en schiep planten en bloemen
- 4e dag, Hij schiep de hemellichten: zon, maan en sterren.
- 5e dag, Hij schiep zeedieren en vogels
- 6e dag, Hij schiep overige landdieren en de mens
- 7e dag, rustdag, Adam en Eva kijken uit over de schepping

Boven de diakenen-bank staat de profeet Maleachi die de ondergang van de wereld voorspelde. Boven de ouderlingen-banken staat koning en priester Melchizedek afgebeeld. Boven de ingang zijn de drie ramen waar de engel afgebeeld wordt.

## Rijksmonument
Op 1 oktober 2003 werd de Jeruzalemkerk op de rijksmonumentenlijst geplaatst wegens haar bijzondere architectonische waarde. Recht tegenover het gebouw staat het complex Jan Maijenstraat 11-17, van architect J.W. Frantzen voor Publieke Werken, ook een rijksmonument.

## Kerkelijk leven
Oorspronkelijk viel het gebouw onder de Hervormde kerk. De kerk werd in gebruik genomen op 25 april 1929.
Tegenwoordig is de "Jeruzalemkerkgemeente" een wijkgemeente van de Protestantse Kerk in Nederland.